# Halkbank
Halkbank, ufficialmente Türkiye Halk Bankası A.Ş. (in turco: Banca popolare della Turchia), è una banca turca con sede a Istanbul.
Fondata nel 1933 come istituto pubblico di credito per fornire ai commercianti e agli artigiani turchi prestiti a condizioni favorevoli, nel corso del ventesimo secolo è cresciuta assorbendo banche statali di dimensioni minori. È quotata alla Borsa Istanbul, sebbene gli azionisti di maggioranza (91,5%) rimangano il governo turco e il Fondo sovrano turco
Negli anni 2010 la banca è rimasta coinvolta in numerosi scandali e controversie internazionali (tra cui una serie di transazioni illecite con l'Iran in violazione delle sanzioni statunitensi), culminati con l'arresto di alcuni dirigenti

## Storia
Halkbank è stata costituita nel 1933 e ha iniziato a offrire servizi nel 1938. Tra il 1938 e il 1950 si trattava di una cooperativa di credito il cui scopo era quello di fornire prestiti a commercianti e artigiani a condizioni favorevoli per promuovere la crescita economica in Turchia. Nel 1950 inizia l'apertura di filiali e la concessione di prestiti ai clienti. 
Nel 1964, Halkbank intraprese un programma ambizioso in cui il suo capitale fu aumentato e stabilì una rete nazionale di filiali. Halkbank ha assorbito diverse banche statali fallite di piccole dimensioni negli anni '90 e nei primi anni 2000: Töbank nel 1992, Sümerbank nel 1993, Etibank nel 1998 ed Emlakbank nel 2001. Uno dei principali punti di svolta per Halkbank è stata l'acquisizione di Pamukbank nel 2004. Successivamente, ha subito un significativo processo di ristrutturazione per prepararsi alla privatizzazione. 

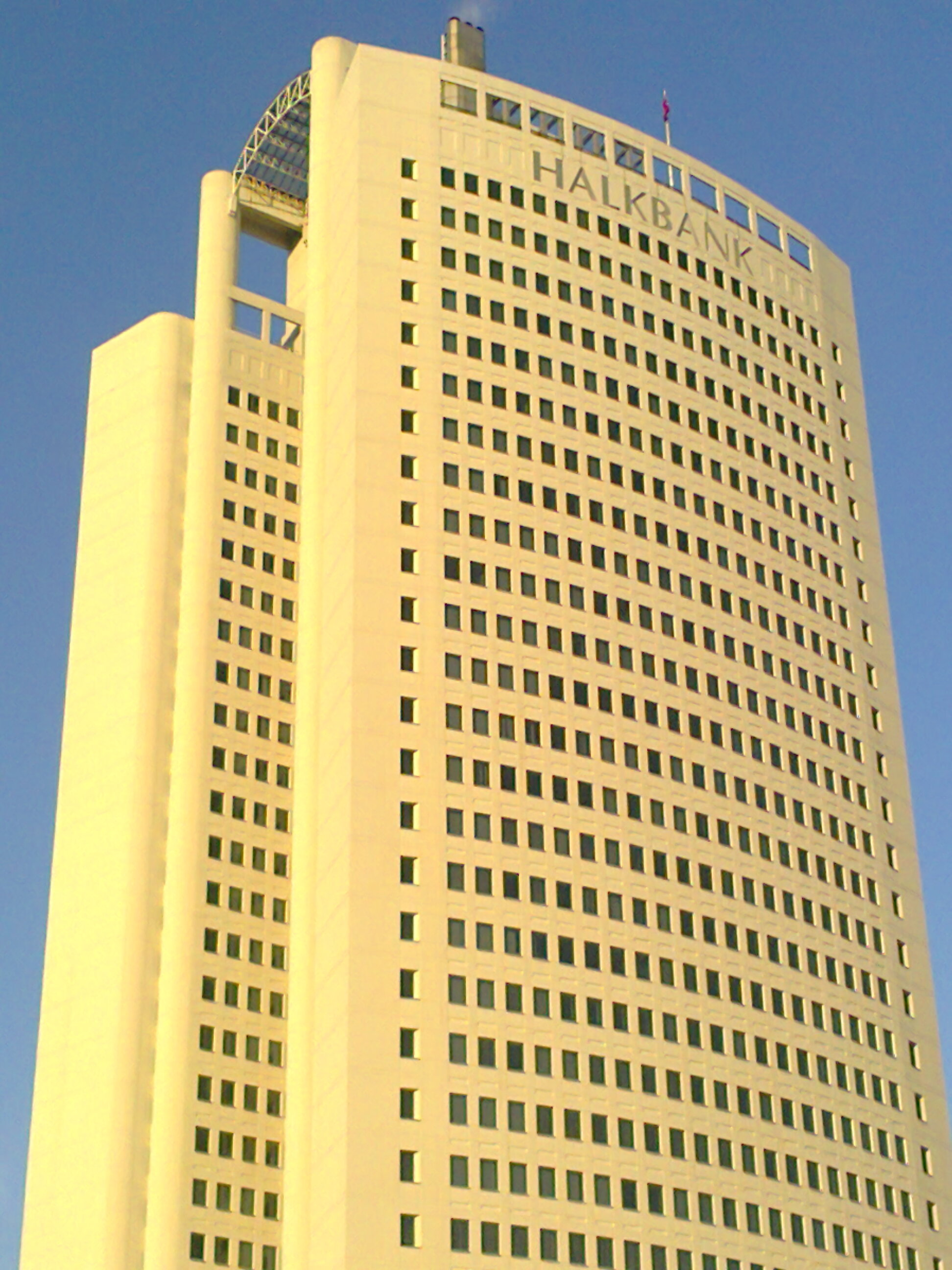
L'ex sede centrale di Halkbank ad Ankara

Il 10 maggio 2007, il 24,98% delle azioni di Halkbank è stato venduto in un'offerta pubblica e quotato alla Borsa di Istanbul. Il 16 novembre 2012 la percentuale di azioni quotate è salita al 48,9%.   La sede centrale di Halkbank è stata trasferita da Ankara a Istanbul nel giugno 2015. Il 24 febbraio 2017, le azioni di proprietà pubblica di Halkbank sono state trasferite al Turkey Wealth Fund.

## La controversia sul trading del petrolio iraniano

### L'acquisto finanziato con l'oro
alkbank è stata un anello della catena per finanziare gli interessi petroliferi iraniani sulla scia delle sanzioni nucleari guidate dagli Stati Uniti. Nel marzo 2012 all'Iran è stato impedito di utilizzare il sistema di trasferimento internazionale di denaro SWIFT. Sembra che Halkbank, tra marzo 2012 e luglio 2013, mentre il regime di sanzioni delle Nazioni Unite era in vigore prima dell'accordo P5+1 del novembre 2013, abbia acquistato circa 13 miliardi di dollari di oro sul mercato aperto. Le sanzioni hanno impedito all'Iran di essere pagato in dollari o euro, ma l'oro non è mai stato menzionato nel regime di sanzioni, e quindi questa scappatoia ha permesso di utilizzare l'oro per finanziare l'acquisto di prodotti petroliferi iraniani. Halkbank ha permesso agli intermediari dell'Iran di acquistare oro con la loro lira turca, e quell'oro è tornato nelle casse iraniane.
Un'indagine ha rilevato che 2 miliardi di dollari in lingotti d'oro (circa 36 tonnellate) sono stati trasportati dalla Turchia a Dubai nel solo agosto 2012. Nel difendere la sua decisione di non applicare le proprie sanzioni, l'amministrazione Obama ha insistito sul fatto che la Turchia trasferiva oro solo a privati cittadini iraniani. L'amministrazione ha sostenuto che, di conseguenza, non si trattava di una violazione esplicita del suo ordine esecutivo. L'ambasciatore iraniano in Turchia, Ali Reza Bikdeli, ha in seguito elogiato Halkbank per le sue "decisioni di gestione intelligente negli ultimi anni [che] hanno svolto un ruolo importante nelle relazioni iraniano-turche". Halkbank ha dichiarato che non ci sono state sanzioni contro il commercio di metalli preziosi con l'Iran fino al 1° luglio 2013.
Halkbank aveva anche conti indiani che nel 2013 commerciavano con l'Iran: "L'India ora deve all'Iran 5,3 miliardi di dollari di debito petrolifero. L'India sta pianificando di pagare all'Iran 1 miliardo di dollari al mese – cioè 12 miliardi di dollari all'anno – anche attraverso Halkbank".

### Indagine sulla corruzione del 2013
Nel dicembre 2013, l'amministratore delegato di Halkbank, Süleyman Aslan, è stato arrestato e accusato di aver preso tangenti da, tra gli altri, Reza Zarrab, un uomo d'affari iraniano-azero che aveva ottenuto la cittadinanza turca con il nome di Sarraf. Secondo quanto riferito, la polizia ha scoperto scatole da scarpe contenenti 4,5 milioni di dollari nella casa di Aslan. Decine di funzionari di polizia sono stati licenziati perché le loro indagini hanno messo a disagio i politici. La catena di comando della polizia è stata modificata in modo che i politici potessero essere informati e frustrare le attività della polizia. Ciò ha causato un'ingiunzione nel sistema giudiziario, che ha bloccato il cambiamento. Un pubblico ministero è stato licenziato.
L'arresto, che è arrivato insieme a molti altri arresti di funzionari alleati dell'allora primo ministro Recep Tayyip Erdoğan (poi presidente della Turchia), è visto come parte di una lotta di potere tra il primo ministro e il leader dell'opposizione turca in esilio Fethullah Gülen.
Oya Özarslan, dell'organizzazione anticorruzione Transparency International, è preoccupata: "I recenti cambiamenti nelle forze di polizia e nei pubblici ministeri che hanno fatto scoppiare questo scandalo, così come i cambiamenti nella regolamentazione delle forze di polizia, lasciano una serie di punti interrogativi".

### Condanna di un leader da parte degli Stati Uniti
Nel marzo 2017, il vice capo della banca Mehmet Hakan Atilla è stato arrestato dal governo degli Stati Uniti per aver cospirato per eludere le sanzioni contro l'Iran aiutando Zarrab "a utilizzare istituzioni finanziarie statunitensi per impegnarsi in transazioni finanziarie proibite che hanno incanalato illegalmente milioni di dollari verso l'Iran".  Zarrab è stato arrestato a Miami, in Florida, nel marzo 2016. Ad Ankara, nel marzo 2017, il segretario di Stato americano Rex Tillerson ha dichiarato che non c'era alcun legame tra la richiesta turca di estradizione di Gülen e l'arresto di Atilla e che entrambi i casi sarebbero proceduti in conformità con la legge. Il processo di Atilla è iniziato presso il tribunale federale di New York City nel novembre 2017, con Zarrab che ha accettato di testimoniare dopo aver raggiunto un patteggiamento con i pubblici ministeri.  Secondo il New York Times, l'incriminazione di Atilla e di altri ha "fatto tremare" i circoli politici turchi. Erdogan ha cercato, senza successo, di convincere i funzionari americani ad abbandonare il caso, e i media statali hanno minimizzato la copertura del processo. Zarrab ha testimoniato che l'operazione di evasione delle sanzioni aveva la conoscenza e l'approvazione di Erdoğan, così come quella del genero di Erdoğan, Selçuk Erdoğan.
Nell'aprile 2018, Atilla è stato condannato a 32 mesi di carcere per cinque dei sei capi d'accusa a suo carico, tra cui frode bancaria e cospirazione, e assolto da un capo d'accusa dopo quattro giorni di deliberazione della giuria. È stato poi rilasciato all'inizio di luglio 2019. Questa sentenza non ha messo fine alle disavventure legali di Halkbank: il 16 ottobre 2019 la banca è stata incriminata come istituto e perseguita per frode, riciclaggio di denaro e ostruzione delle sanzioni statunitensi contro l'Iran.